# Volcaci Terencià
Volcaci Terencià (en llatí Volcatius Terentianus) va ser un historiador romà.
Va escriure una història del seu temps. Va viure sota els Gordians al segle iii, segons l'historiador Juli Capitolí, que el va usar de font.